# 緊繫著你5M
『緊繫著你5M』是ASIAN KUNG-FU GENERATION的首張專輯。2003年11月19日由ki/oon Records發行。初回限定版有封套，以及贈送500名幸運兒的Digest Live Video抽獎券。

## 概要
名稱除了隱含了「想跟你聯繫」的意思之外，還有該距離的極限是5M的意思。AKG將其獨特的感覺表現於名稱當中。
最初後藤向其他團員提議「(緊繫著你5M)」這個專輯名的時候遭到大家反對，在之後的電台節目中提及，當時(特別是山田)還出現過敏的症狀呢。收錄歌曲和次序是深夜在國家公路沿線的Royal host 開會的時候決定的。將可以收錄在內的曲子都寫在細小的紙上，花了很長的時間來商議。

## CD收錄曲
1. フラッシュバック（Flash back）
  - 不夠2分鐘長的曲子，大多數也是與「未来の破片」 (未來的碎片)連接著演奏的，最近接著センスレス(Senseless)演奏。
  - 那是AKG的樂曲中最短的，但在「ワールド ワールド ワールド」(World World World)專輯內比フラッシュバック(Flash back)更短的樂曲ワールドワールド（World World）終於登場。
2. 未來的碎片
  - TBS電視台『Under CDTV』8月份主題曲
3. 電波塔
4. アンダースタンド（Understand）
  - 在Live中，開始前的肅靜帶出了這首歌的優點
  - 演奏頗為頻繁以及受歡迎的樂曲。
5. 夏の日、残像（夏天、視覺暫留）
  - Straightener的Horie Atsushi舉出這首歌為他喜歡的歌曲
6. 無限グライダー（無限滑翔機）
  - 也是STRAIGNTENER中的Horie Atsushi所喜歡的樂曲。
7. その訳を（而那原因）
  - 收錄於單曲「未来の破片」(未來的碎片)當中。
8. N.G.S 
  - 讀音為Number Girl Syndromme(Number Girl症候群)
9. 自閉探索
  - 是這張大碟中最後錄製的樂曲
  - 後藤說，是在此大碟收錄歌曲中製作最艱辛, 最深思熟慮的一首。
10. E
  - 在間奏的部份引用了綠洲樂隊(Oasis)「Live Forever」的吉他獨奏
  - 從自主製作（未商業化）時就已存在的樂曲。和現在的編排稍微不一樣。
  - 和自主製作時期相比，音源中錄音時的缺陷等都沒有再出現。
11. 以你為名的花
  - TBS電視台『Pooh!』2003年10月份片尾曲
  - 東京電視台『JAPAN COUNTDOWN』2003年11月份片尾曲
  - Space Shower TV2003年份10月期份POWER PUSH!
  - 在單曲裡面是以漸弱的曲風完結歌曲，不過在專輯中卻一直收錄到最後。
12. ノーネーム（No Name）
  - 樂章中加入了和星座有關的歌詞。是一首構成簡單的樂曲。

※作詞：後藤正文（#1～12）、
※作曲:後藤正文（#1～11）、後藤正文/山田貴洋（#12）